# من همسة
من همسة هو فيلم درامي كيني من تأليف وإخراج وانوري كاهيو الحائزة على جائزة الأكاديمية الأفريقية للأفلام. حصل الفيلم على 12 ترشيحًا وحصل على 5 جوائز في حفل توزيع جوائز الأكاديمية الأفريقية للأفلام في عام 2009، بما في ذلك أفضل فيلم وأفضل موسيقى تصويرية أصلية وأفضل مخرج وأفضل سيناريو أصلي. حصل الفيلم أيضًا على جائزة أفضل فيلم روائي طويل في مهرجان عموم أفريقيا للسينما والفنون لعام 2010، وكُرِّم بجائزة اختيار مهرجان الأكاديمية البريطانية لفنون السينما والتلفزيون لعام 2010. على الرغم من أن الفيلم يصادف الذكرى العاشرة للتفجير الإرهابي لسفارات الولايات المتحدة في 7 أغسطس في كينيا في عام 1998، إلا أنه لا يتعلق بالتفجير الإرهابي. يصور الفيلم قصة واقعية لما بعد القصف من خلال التقاط أرواح الضحايا وعائلاتهم الذين اضطروا لالتقاط أشلاء حياتهم التي مزقها الانفجار.

## الملخص
يستند فيلم من همسة إلى الأحداث الحقيقية المحيطة بهجمات 7 أغسطس بالقنابل على السفارة الأمريكية في نيروبي في عام 1998. «أبو» هو ضابط مخابرات يحتفظ لنفسه. عندما يلتقي بتماني -فنانة شابة متمردة تبحث عن والدتها- يقرر المساعدة. اكتشاف وفاتها يعيد إلى الأذهان ذكريات فريد -صديق أبو المقرب الذي فقد حياته أيضًا في الهجوم. يجبرهم هذا الاكتشاف على تعلم كيفية التسامح والإيمان بأنفسهم ومواجهة أكثر ما يخشونه - وهو الحقيقة.

## طاقم العمل
- كين أمباني
- أبو بكر مويندا
- جودفري أوديامبو
- كورين أونيانغو

## الجوائز
- مهرجان إنترناسيونال دي زانزيبار 2009
- مهرجان إنترناسيونال في كينيا 2009
- جوائز أكاديمية الأفلام الأفريقية 2010

## روابط خارجية
- من همسة  في قاعدة بيانات الأفلام على الإنترنت (بالإنجليزية)